# Wiley (Colorado)
Pour les articles homonymes, voir Wiley.
Wiley est un village du comté de Prowers dans l'État du Colorado.
La ville doit son nom à W. M. Wiley, l'un de ses fondateurs.

## Démographie
| 1910 | 1920 | 1930 | 1940 | 1950 | 1960 |
| ---- | ---- | ---- | ---- | ---- | ---- |
| 197  | 565  | 589  | 413  | 417  | 383  |

| 1970 | 1980 | 1990 | 2000 | 2010 | - |
| ---- | ---- | ---- | ---- | ---- | - |
| 357  | 425  | 406  | 483  | 405  | - |

Selon le recensement de 2010, Wiley compte 405 habitants. La municipalité s'étend sur 0,35 milles carrés (0,91 km2).